# Метадон
Метадон — синтетичний опіоїдний анальгетик, що використовується для лікування опіоїдної залежності та хронічного болю. Нелегально вироблений, він розповсюджується як вуличний наркотик серед наркозалежних.

## Історія
Вперше метадон був синтезований у Німеччині в 1937 році німецькими вченими Густавом Ерхартом і Максом Бокмюлем, які шукали знеболювальний засіб, який можна було б використовувати під час хірургічних операцій і який мав би низький потенціал звикання. У 1940-х роках його почали використовувати в США, а в 1960-х роках він набув популярності як засіб для лікування опіоїдної залежності. Назва «Долофін» заснований на латинських словах лат. dolor (біль, страждання, горе) і лат. finis (кінець, межа), тобто в поєднанні — «знеболювач».

## Фармакологічні властивості
Період напіввиведення 35 годин, у певних випадках може подовжуватись до 72 годин. Виводиться зі сечею, де за допомогою експрес-тестів може визначатись упродовж кількох діб.
Має триваліші симптоми відміни, ніж інші опіоїди.

## Покази до застосування
Показаний для лікування сильного болю, який потребує щоденного, цілодобового, довготривалого лікування опіоїдами, і для якого альтернативні варіанти лікування є недостатніми, а також для лікування опіоїдної залежності та детоксикації.

## Передозування

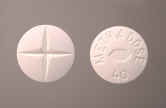
40 мг метадону

У зв'язку з тривалим періодом напіввиведення і сильним наркотичним ефектом препарату, передозування дуже небезпечне. Проявляється загальмованістю, сонливістю, зниженням частоти дихання, аж до повної зупинки дихання. Водночас, якщо людину розбудити, вона може бути в свідомості. Як і при вживанні інших опіоїдів, зіниці вузькі (міоз) — розміром з «макове зернятко» — менше 2,5 мм у діаметрі при звичайному освітленні та 2 мм при прямому світлі. На світло не реагують взагалі або дуже погано. Сечовиділення ускладнене.
У важких випадках кома, зниження тиску, некардіогенний набряк легень, зупинка серця. Дуже часто при перебуванні без свідомості можливе попадання блювотних мас у дихальні шляхи з наступною смертю або, якщо людина виживає, розвивається пневмонія.
При передозуванні опіоїдами використовується їх антидот — чистий антагоніст опіоїдних рецепторів — налоксон. Випускається в ампулах по 1 мл — 0,4 мг. Період напіввиведення становить приблизно 1 годину. Буває, навіть після ефективного лікування налоксоном, через 30 хвилин — 2 години пацієнти знову впадають у кому з ризиком для життя. При введенні великих доз налоксону описані зупинки серцевої діяльності. Тому дуже часто єдиним методом лікування важкого передозування метадоном є штучна вентиляція легень до хоча б часткового виведення препарату з організму і місцем лікування пацієнта є реанімація.

## Форми випуску
- Розчин пероральний з дозуванням 1 мг/мл[10], 5 мг/мл, 20 мг/мл.
- Пігулки з дозуванням 5 мг[11], 10 мг, 25 мг, 40 мг.
- Розчин для ін'єкцій з дозуванням 10 мг/мл[12], 50 мг/мл[13].

Метадон приймається в спеціалізованих клініках під пильним наглядом.

## Статус
Метадон є речовиною, що контролюється за Списком I у Канаді та Списком II у Сполучених Штатах, у більшості країн світу метадон так само обмежений, а в декількох заборонений.